# 大椭圆轨道

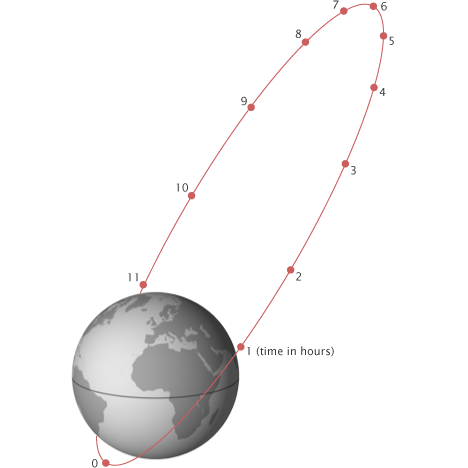
闪电轨道，一种大椭圆轨道

大椭圆轨道（Highly Elliptical Orbit，缩写为HEO）地球轨道的一种，常为航天器所使用。
大椭圆轨道是一种具有较低近地点和极高远地点的椭圆轨道，其远地点高度大于静止卫星的高度（35786千米）。根据开普勒定律，卫星在远地点附近区域的运行速度较慢，因此这种极度拉长的轨道的特点是卫星到达和离开远地点的过程很长，而经过近地点的过程极短。这使得卫星对远地点下方的地面区域的覆盖时间可以超过12小时。这种特点能够被通信卫星所利用。
具有大倾斜角度的高椭圆轨道卫星可以覆盖地球的极地地区，这是运行于地球同步轨道的卫星所无法做到的。由于苏联（以及现在的俄罗斯）大部分国土处于纬度较高的地区，发展地球同步卫星对其意义不大，所以苏联是最重视发展高椭圆轨道卫星的国家。一种著名的高椭圆轨道类型，即闪电轨道（或有音譯為莫尼亞軌道，倾角为63.4°），是以苏联的运载火箭名称（闪电号）命名的。